# District Development Committee
District Development Committee (el. DDC) er betegnelse for et nepalesisk regionalt politisk organ der har ansvar for forvaltning af udviklingsaktiviteterne i hvert af Nepals 75 distrikter (lokalt betegnet district, zilla, jilla el. जिल्ला). District Development Committee er valgt gennem indirekte valg blandt og af repræsentanter for de lokale kommunale organser, som distriktet omfatter.
Distrikterne er opdelt i en række udviklingskommuner, der betegnes village development committee (VDC) el. gaun bikas samiti (G.B.S.). Byer med over 10.000 indbyggere kategoriseres dog som købstæder (municipalities). Hver VDC ledet af et demokratisk folkevalgt organ, der ligeledes betegnes village development committee (VDC) el. gaun bikas samiti (G.B.S.). Byernes politiske organer kaldes town development committee (TDC) el. nagar bikas samiti (N.B.S.). 
For at administrere distriktet er hvert distrikt opdelt i et antal mindre enheder, betegnet ilaka (en betegnelse, der stammer fra Bangladesh. Oprindelig var hvert distrikt opdelt i 9 ilaka'er, men enkelte større distrikter er opdelt i flere end 9 ilakaer.
Nepals distrikter fungerer som regionale administrationsenheder, hvor der findes repræsentation af alle betydningsfulde ministeriale enheder og departementer, som på denne måde deltager i den tilsigtede regionale spredning af udviklingsaktiviterne i Nepal. 
Som følge af den politiske konflikt (maoisternes folkekrig, bondeoprør og bevæbnede opstand), der har præget Nepal gennem de seneste 10 år har store dele af de regionale udviklingsbestræbelser gennem denne periode kørt på meget lavt blus. Dertil kommer at der ikke har været afholdt lokalvalg siden 1997, og at såvel de lokale kommuner (VDC, TDC) som distrikterne som følge heraf ikke har kunnet fungere optimalt.